# Sebastes carnatus

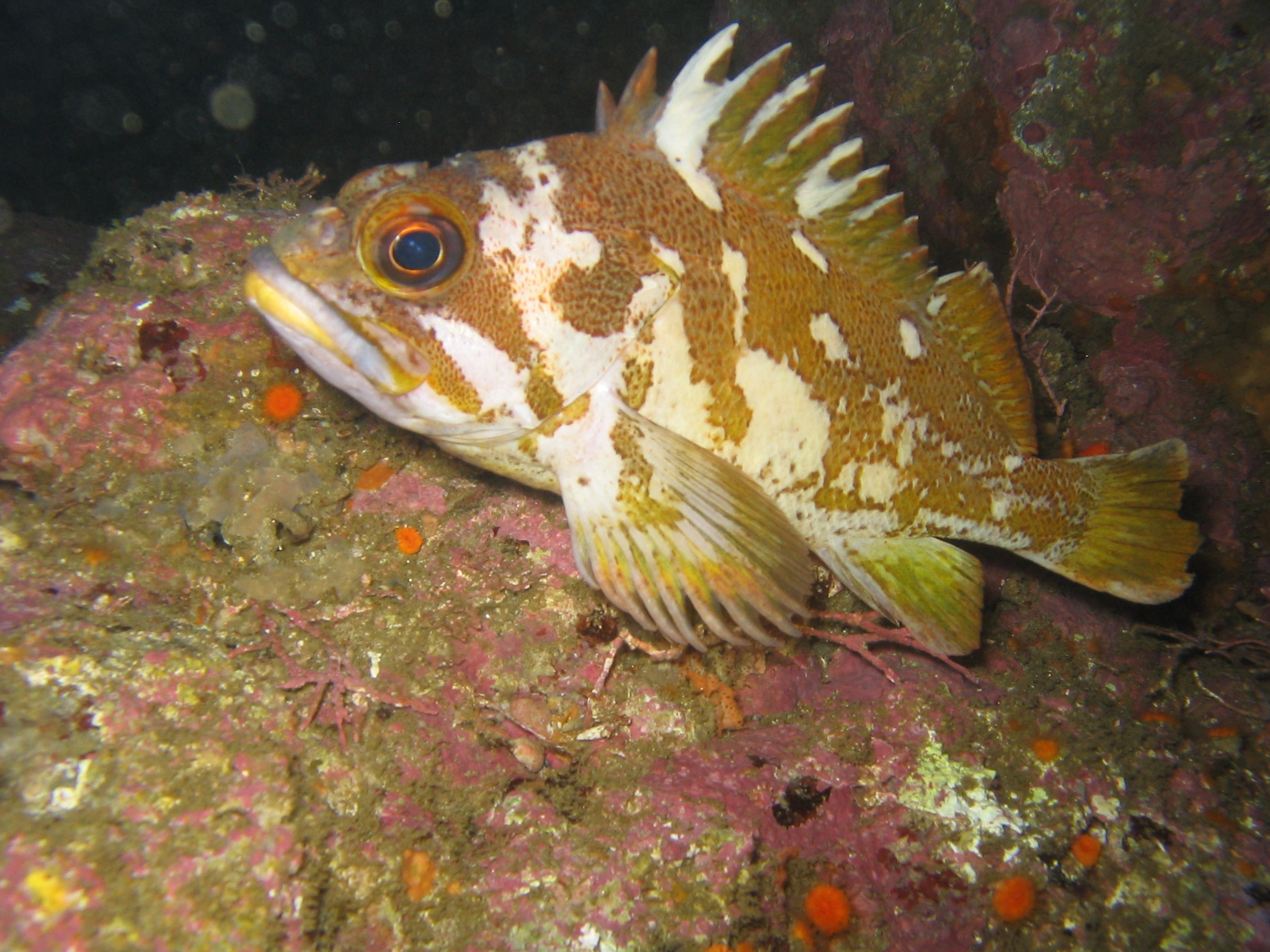
Exemplar fotografiat a Point Lobos

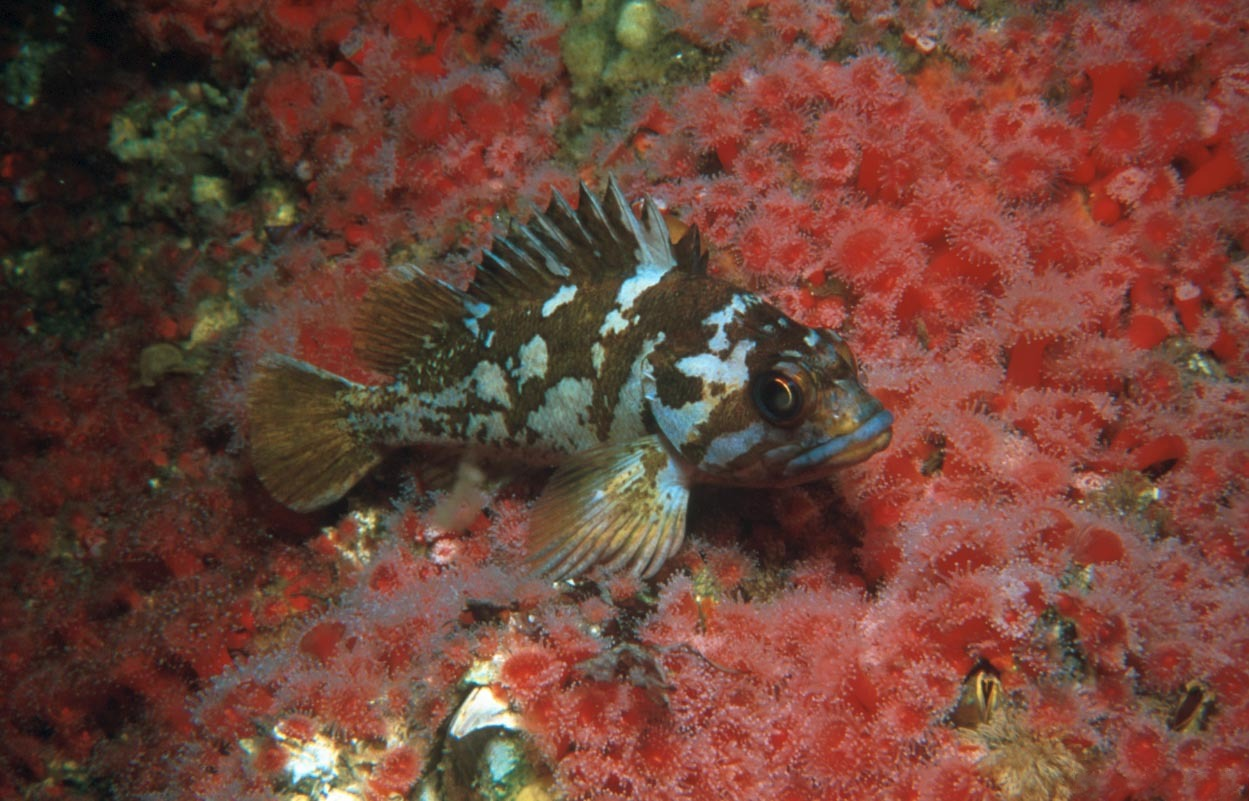
Sebastes carnatus

Sebastes carnatus és una espècie de peix pertanyent a la família dels sebàstids i a l'ordre dels escorpeniformes.

## Etimologia
Sebastes prové del mot grec sebastes (august, venerable), mentre que carnatus és una paraula llatina que vol dir "de color carn".

## Descripció
Fa 39 cm de llargària màxima. 13 espines i 12-14 radis tous a l'única aleta dorsal. 3 espines i 5-7 radis tous a l'aleta anal. 26 vèrtebres. 7 radis branquiòstegs. Línia lateral contínua. 23-30 branquiespines. Absència d'aleta adiposa. Cap espina i 16-18 radis tous a les aletes pectorals. 1 espina i 5 radis tous a les aletes pelvianes. És de color marró oliva a marró vermellós a la part fosca del seu patró de color i de blanc a rosa a la part més clara. Les larves (de 4,3 mm de llargada en el moment de néixer) tenen un gran nombre de melanòfors disposats en sèries als marges ventrals i dorsals.

## Reproducció
És de fecundació interna i vivípar amb les larves planctòniques. La seua època reproductiva al corrent de Califòrnia té lloc entre el març i el maig.

## Alimentació
Menja peixos (incloent-hi ous i larves), cefalòpodes, crustacis bentònics (crancs, isòpodes, gambes, etc.), equinoderms, poliplacòfors, gastròpodes, poliquets i krill. El seu nivell tròfic és de 3,19.

## Hàbitat i distribució geogràfica
És un peix marí, demersal (fins als 55 m de fondària, normalment entre 15 i 55) i de clima subtropical, el qual viu al Pacífic oriental: els forats i esquerdes dels fons rocallosos des de Cape Blanco (Oregon, els Estats Units) i Eureka (el nord de Califòrnia, els Estats Units) fins a les costes centrals de Baixa Califòrnia (Mèxic), incloent-hi el corrent de Califòrnia.

## Observacions
És inofensiu per als humans, territorial (ocupen territoris de fins a 10-12 m²), el seu índex de vulnerabilitat és de moderat a alt (47 de 100) i la seua longevitat és de 30 anys.